# 주파파!
〈주파파!〉(일본어: ズパパ！, ZUPAPA!)는 페이스에서 제작, SNK에서 2001년 9월 1일에 출시한 아케이드 비디오 게임으로, 버블보블, 스노우 브라더스와 비슷한 방식으로 진행되는 플랫폼 게임이다.

## 진행
주인공으로는 1P 캐릭터 주파파(일본어: ズパパ)와 2P 캐릭터 주피피(일본어: ズピピ)가 등장하며, 주코(일본어: ズッコ)라는 캐릭터를 적에게 던져 공격하여 적을 물리치는 방식으로 진행된다. 또한, 적이 사라진 직후에 나오는 별파장을 이용해 다른 위치의 적을 물리치는 것도 가능하다.
아이템을 이용한 파워업도 가능하지만, 적에게 공격당해 미스가 날 경우 파워가 초기화되기 때문에 주의해야 한다.